# Simon Magus

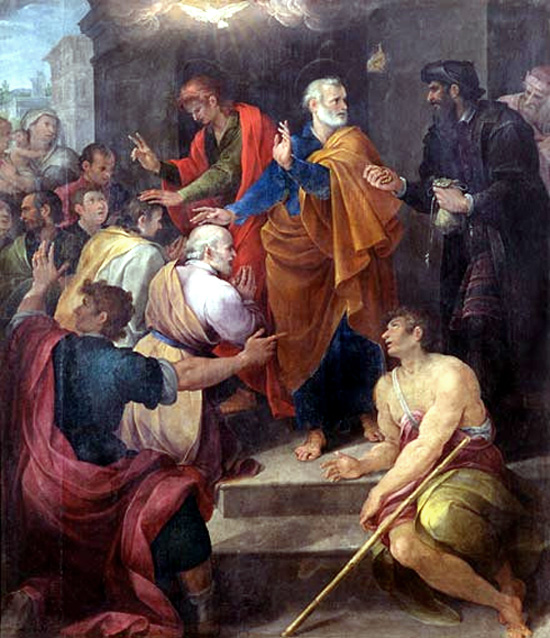
Petrus' conflict met Simon Magus door Avanzino Nucci, 1620. Simon staat rechts, in zwart.

Simon Magus (Grieks: Σίμων ὁ μάγος) of Simon de Tovenaar (eerste helft eerste eeuw) was een magiër uit de regio Samaria. Hij wordt voor het eerst genoemd in de Handelingen van de apostelen. Sommige kerkvaders beschreven hem als de grondlegger van de gnostiek, anderen als een gnosticus. Ireneüs van Lyon benoemde hem als degene "uit wie alle ketterijen voortkomen". Diverse kerkvaders hebben hevig tegen Simon Magus gepolemiseerd.
Van zijn naam is de term simonie voor het kopen van een geestelijk ambt afgeleid. Vanaf het begin van de tweede eeuw waren er groepen gnostici die zich simonianen noemden. Er is grote scepsis op het vakgebied of hun religieuze overtuigingen aan opvattingen van Simon Magus zelf waren ontleend.

## Nieuwe Testament
In Handelingen 8:5-13 wordt beschreven dat Filippus in de regio Samaria evangeliseerde en daar wonderbaarlijke genezingen verrichtte. Hij bevrijdde veel mensen van een onreine geest. In Handelingen staat: "Een zeker man, van wie de naam Simon was, bedreef reeds eerder hiervoor in de stad magie en iedereen, van groot tot klein, keek vol ontzag naar hem op omdat zij meenden dat de grote kracht van God in hem zichtbaar  werd". Simon was onder de indruk van de daden van Filippus, werd door Filippus gedoopt en week niet van zijn zijde.
In Handelingen 8:14-24 staat dat na het vertrek van Filippus Petrus en Johannes naar Samaria kwamen en de gedoopten met handoplegging de heilige Geest gaven. Simon Magus bood vervolgens Petrus en Johannes geld aan en zei: "Geef mij ook deze macht zodat iedereen wie ik de handen opleg de heilige Geest ontvangt". Petrus veroordeelde dit verzoek, "want uw houding tegenover God is niet oprecht. ... Toon berouw over uw verfoeilijke gedrag en smeek de Heer of hij u uw slechte gedachten wil vergeven, want ik zie dat u vol venijn zit en verstrikt bent in het kwaad". Simon zei daarop: "Bid voor mij tot de Heer dat het mij niet zal vergaan zoals u hebt gezegd".

## Overige bronnen
De vroegste bron buiten het Nieuwe Testament is het Epistula Apostolorum, "Brief  van de apostelen" geschreven tussen ca. 130 en ca.150. Daarin worden hij en Cerinthus als de valse apostelen benoemd. Hierin wordt hij voor de eerste keer als een ketterse gnosticus beschreven. Simon Magus wordt verder beschreven in onder meer de Dialogus cum Tryphone van Justinus, de Stromateis van Clemens van Alexandrië, Refutatio Omnium Haeresium van Hippolytus, De Anima van Tertullianus, Contra Celsum van Origenes, de Panarion van Epiphanius van Salamis en de Pseudo-Clementijnse roman.

### Handelingen van Petrus
Simon Magus komt ook voor in de apocriefe Handelingen van Petrus, een geschrift dat in de oorspronkelijke Griekse versie uit het eind van de tweede eeuw dateert. Zowel Petrus als Simon verrichtten een aantal wonderen. Als laatste dient Simon Magus zijn vermogen om te vliegen te demonstreren. Petrus bad tot God om hem te laten vallen, die zijn verzoek inwilligde en Simon Magus stortte neer. Hij brak zijn been op 3 plaatsen en werd gestenigd door de volgelingen van Petrus.

### Justinus
Justinus schreef dat er in Rome een standbeeld van Simon Magus op een eiland in de Tiber aanwezig was. Het had de inscriptie Simoni sancto deo, ("Aan Simon, de heilige God"). In zijn Eerste apologie vroeg Justinus de Senaat het standbeeld te vernietigen. In 1574 werd een kolom gevonden op het eiland met de inscriptie Semoni Sanco Deo. Semo Sancus was een Romeinse godheid die onderdeel was van de cultus rondom Jupiter. Het is de vraag of dit het standbeeld was, dat Justinus heeft gezien en vervolgens foutief heeft geïnterpreteerd door een relatie met Simon Magus te leggen. Het is ook de vraag of volgelingen van Simon Magus in Rome echt Semoni Sanco Deo hebben geïnterpreteerd als Simoni sancto deo.

### Pseudo-Clementijnse roman
In de Pseudo-Clementijnse roman wordt vermeld dat Simon Magus behoorde tot de kring rondom Johannes de Doper. In de periode van het overlijden van Johannes de Doper was Simon Magus vermoedelijk in Egypte. De rol van Johannes de Doper werd in Samaria overgenomen door Dositheus. Na zijn terugkeer betwistte Simon Magus die positie en er ontstond tussen die twee een machtsstrijd, die door Simon Magus werd gewonnen en daarom de titel "de Staande" opeiste.
Ferdinand Christian Baur (1792 – 1860) betoogde op basis van de Pseudo-Clementijnse roman dat Simon Magus nooit heeft bestaan, maar een bijnaam was van de apostel Paulus. De leer van Paulus zou als ketterij zijn verworpen door Jakobus en Petrus, de leiders van het vroegchristelijk jodendom. Petrus en Paulus waren in feite tegenstanders, omdat zij radicaal verschillende opvattingen hadden over de betekenis van de Wet van Mozes en daarmee ook de toelating van heidenen tot het christendom (zie Concilie van Jeruzalem).
Sommige argumenten die Simon volgens de Pseudo-Clementijnse roman gebruikte in zijn discussie met Petrus, werden ook gebruikt door Paulus - bijvoorbeeld dat hij Jezus niet bij leven had gezien, maar wel na diens dood, in een visioen. Bij uitbreiding waren de opvattingen van Simon eigenlijk de opvattingen van Paulus. De vijandige reactie van Petrus op Simon was dus eigenlijk zijn reactie op Paulus. Dit past bij het feit dat de Pseudo-Clementijnse roman in de 4e eeuw werd gebruikt door de ebionieten, die krachtig tegenstander waren van Paulus en hem zeker niet wilden erkennen als apostel.
Deze opvatting heeft opvolgers gehad als Abraham Dirk Loman (gerekend tot de school van de Radicale Kritiek) in de 19e eeuw, Hermann Detering in de 20e eeuw en Dr. Robert Price (aanhanger van de Jezusmythe) in de 21e eeuw.

### Simon Magus als de hoogste god
In Handelingen 8:10 wordt vermeld dat mensen in Samaria ten tijde van het bezoek van de apostelen met ontzag naar Simon opkeken, omdat "de grote macht van God in hem zichtbaar werd". In de Homiliae heet Simon "de Grote Kracht, groter zelfs dan de god die de wereld heeft geschapen ... Hij noemde zich de Staande. om duidelijk te maken dat hij altijd zal staan en onvergankelijk is. En hij zegt dat niet god die de aarde schiep de hoogste is. In plaats van onze ware Christus stelde hij dat hij diegene was".
Er zijn op het vakgebied meerdere opvattingen in hoeverre typisch Samaritaanse religieuze tradities een rol hebben gespeeld bij het verklaren van Simon tot god. Een aantal onderzoekers is van opvatting dat gebruikte termen voor Simon als "de Grote Kracht" en "de Staande" uit de Samaritaanse traditie komen. Hetzelfde geldt voor een andere benaming voor Simon als "Naam van de Heer". Er was vanaf de tweede eeuw v.Chr. een Samaritaanse traditie dat een profeet als Mozes werd verwacht. Mozes werd in Samaria voorgesteld als de Naam van God.
Andere onderzoekers achten dit te weinig om tot de conclusie te komen dat de cultus rondom Simon Magus op een Samaritaanse traditie berust. Zij wijzen erop, dat deze aanduidingen voor God niet ongebruikelijk waren in de Joodse en vroegchristelijke literatuur. Er is bijvoorbeeld een gnostisch geschrift Begrip van onze grote Kracht. Ook daarin kan geen verbinding met een simoniaanse gedachte aangetroffen worden.
Er is wel een ander element te benoemen dat kenmerkend is voor de opvattingen van Simon Magus dan wel zijn volgelingen. In de gnostiek is het pleroma de benaming voor de volheid, de structuur en verblijfplaats van de goddelijke wereld. Aan de top van het pleroma is in de meeste gnostische constructies sprake van een Vader, een Moeder en een Zoon. De Vader ziet zich weerspiegeld in het lichtwater dat hem omgeeft en realiseert zich dat hij zichzelf ziet. Die gedachte verzelfstandigt zich en dat creëert de Moeder, vaak aangeduid als de Eerste Gedachte.
Ireneüs beschrijft dat Simon de opvatting had, dat een Helena de Eerste Gedachte was van de hoogste god Simon Magus. Helena had engelen en aartsengelen gecreëerd. Die hadden haar echter gevangen genomen, omdat zij niet wensten dat zij voor kinderen van een ander gehouden zouden worden. De Eerste Gedachte Helena werd door hen opgesloten in een menselijk lichaam en gedwongen tot een lange reeks van incarnaties, waaronder die van Helena van Troje. Simon Magus vond haar uiteindelijk als prostituee in een bordeel in Tyrus en redde haar. Hier treedt Simon dus meer op in een rol van Verlosser.
In dit geval is er een duidelijke koppeling met gnostische geschriften als Verhandeling over de Ziel en Gezaghebbende Leer, waarin een uit de goddelijke wereld gevallen ziel zich in de materiële wereld bevindt. Zij is ten prooi gevallen aan haar hartstochten en gedraagt zich als een prostituee in een bordeel. Ook een zin uit Donder - Volmaakte Geest: "Ik ben de geëerde en de verachte, Ik ben de hoer en de eerbare" verwijst naar Helena. Op het vakgebied overheerst overigens de opvatting dat deze constructie van Simon Magus als de hoogste god en Helena als de Eerste Gedachte gecreëerd moet zijn door latere volgelingen van Simon na zijn overlijden. Waar Simon geïdentificeerd werd met Zeus, zo werd Helena als Eerste Gedachte bij Griekstaligen geïdentificeerd met Pallas Athena. In de Griekse mythologie ontstond Pallas Athena uit het hoofd van Zeus.

### Toegeschreven werk
Hippolytus presenteert in Refutatio Omnium Haeresium een werk dat hij toeschreef aan Simon Magus, de Apophasis Megalè ("Grote openbaring"). Onderzoek heeft tot de conclusie geleid dat Hippolytus feitelijk een commentaar op het werk presenteerde, dat uit de derde eeuw moet dateren. Wel kan de kern van het oorspronkelijke werk uit de citaten van Hippolytus worden afgeleid.
Het geschrift opent met de zin "Dit is het geschrift van openbaring van de Stem en de Naam, afkomstig van de gedachte van de grote onmetelijke Kracht". Er wordt een oermacht, het vuur, omschreven als de oorsprong van de kosmos. Die macht omvat zowel zijn als niet-zijn. De kosmos ontwikkelt zich geleidelijk uit die oermacht. Het zichtbare ontwikkelt zich vanuit het onzichtbare, hoewel het laatste verborgen blijft in het eerste. De wereld wordt vergeleken met een boom. De stam, takken en bladeren – de zichtbare werkelijkheid – worden vernietigd door het vuur. Alleen de vrucht van de boom- de ziel- wordt van het vuur gered. In het werk is geen tegenstelling tussen een goddelijk en een kwaad materieel domein. In het commentaar wordt dat verklaard door de aanwezigheid van een goddelijke vonk in de mens en de mogelijke terugkeer van de mens naar de goddelijke oorsprong.
Het is onduidelijk of de oorspronkelijke Apophasis Megalè een mystiek werk was met enige gnostische trekken of een als echt gnostisch te benoemen werk. Er is consensus op het vakgebied, dat ook de oorspronkelijke Apophasis Megalè in ieder geval niet door Simon Magus zelf geschreven kan zijn.

## Simonianisme
Vanaf het begin van de tweede eeuw moet er een simoniaanse religieuze  beweging zijn geweest. De meeste onderzoekers gaan ervan uit dat er achter de figuur van Helena in feite de joodse Sophia uit de wijsheidsliteratuur schuilt. De simonianen hanteerden een wat primitieve gnostische constructie die wat dat aspect betreft in schril contrast staat met de veel meer uitgewerkte en complexe constructies van het valentinianisme en sethianisme. De schepping van de wereld door boosaardige engelen was een onderdeel van de simoniaanse constructie.
De simonianen worden ook in andere gnostische literatuur wel genoemd. Ware getuigenis is een tekst, waarin het huwelijk, voortplanting en seksualiteit in het algemeen scherp wordt veroordeeld. De auteur van deze tekst keert zich tegen de bij naam genoemde simonianen die daar meer positieve opvattingen over hadden. In een zin die ook herinnert aan de poging tot het kopen van de macht door Simon in Handelingen staat: "Maar hij die de vader van de Mammon is, is ook de vader van de seksuele gemeenschap".
Het simonianisme heeft waarschijnlijk als beweging een relatief kort bestaan gehad. Justinus schrijft dat in de eerste helft van de tweede eeuw "bijna alle Samaritanen en ook enkelen bij andere volkeren" Simon aanbaden als "hoogste god". Tweehonderd jaar later schreef Origenes, dat het onmogelijk is, dat er "nog dertig van zijn volgelingen in de wereld te vinden zijn".